# Бумажная одежда
Бумажная одежда (англ. paper clothing) — одежда, созданная полностью или частично из бумаги. Подобного рода наряды стали популярными во второй половине 1960-х годов на волне интереса модельеров и потребителей к нетрадиционным материалам, использующимся в производстве одежды. Традиция изготовления одежды из бумаги имеет давнюю историю и использовалась, в частности, на Дальнем Востоке (Китай, Япония, Корея). В Европе одежда из бумаги и аксессуары, выполненные из такого рода материалов, использовались довольно ограниченно. В 1966 году американская компания «Scott Paper Company», специализирующаяся на производстве санитарно-гигиенических товаров из бумаги, выпустила на рынок несколько моделей женских платьев, изготовленных из специальной бумаги, что вызвало кратковременный всплеск моды на такие наряды. Несмотря на то, что интерес потребителей к такого рода одежде через несколько лет значительно снизился, некоторые дизайнеры продолжают выпускать подобную продукцию, в производстве которой полностью или частично использована бумага.

## История
Традиция изготовления бумажной одежды имеет давнюю историю и широко использовалась, в частности, на Дальнем Востоке (Китай, Япония, Корея). Так, в период Эдо (1603—1868) многие японские монахи и самураи носили камико, представляющий собой балахон из грубой, накрахмаленной бумаги. Также в Японии изготавливаются вагаса (традиционные зонтики из промасленной бумаги), а также сифу — крученые бумажные нити, из которых производят тканные материалы и шьют одежду. Ткань момигами обрабатывают крахмалом, а затем мнут и катают из неё шарики — в конце концов она становится похожа на кожу, и тогда из неё шьют одежду, сумку, кошельки. В 1890-е годы в Европе получили распространение бальные платья, созданные из гофрированной бумаги, часто с дополнением в виде бумажной шляпки. В 1914 году «Британский журнал о производстве бумаги и торговле ею» (англ. The Paper-Maker and British Paper Trade Journal) привёл сведения, что приблизительно не менее 75 процентов населения Китая и Японии носят одежду из бумаги. Согласно журналу: «Представители беднейших слоев Германии также носят бумажное платье, то же относится и к большинству населения Мексики». В конце XIX века актёр американского мюзик-холла мистер Говард Пол представал перед публикой на сцене в бумажном костюме и исполнял песенку Генри Уолкера «Бумажные времена», в которой речь шла о том, что в один прекрасный день наряды из бумаги стали последним веянием моды.
В 1960-х годах в моду были введены новые материалы, из которых стала создаваться одежда (пластик, металл и др.). В апреле 1966 года американская компания «Scott Paper Company», специализирующаяся на производстве санитарно-гигиенических товаров (туалетная бумага, бумажные полотенца и салфетки и т. д.), выпустила на рынок женские бумажные платья, имевшие международный успех и вызвавшие подражание со стороны других производителей. Эти платья были изготовлены из материала «Dura-Weve», который применялся для производства медицинских товаров (постельное белье, защитная спецодежда для персонала). Прежде всего эта новация была продиктована маркетинговыми целями — компания включила в свой почтовый каталог бумажное платье-рубашку стоимостью 1,25 доллара, что позволило продать около полумиллиона таких предметов одежды. В это время был бум на рынке одноразовых предметов быта, и потребители относились к таким нарядам как к пластиковой посуде: «использовал один раз — и выбрасываешь». Майкл Червински, автор книги «50 платьев, которые изменили мир», отмечал, что несмотря на то, что подобные платья продавались в обычных супермаркетах, они стали предметом гардероба и взыскательных клиенток, следящих за модными тенденциями: «Никто и подумать не мог, что Scott Paper Company осмелится заявить о себе в мире высокой моды и произведёт там настоящий фурор, но совершенно случайно этот наряд попал точно в модную струю, бьющую в бутиках и по сей день». Другие производители также не отставали от этой модной тенденции. Производитель шампуня предложил два бумажных платья с мини-юбкой в модном молодёжном стиле. В июне 1966 года американская компания «Mars Manufacturing Company», занимающаяся производством чулочно-носочных изделий и купальников, выпустила линию бумажной одежды, продав в первые три месяца 120 000 таких платьев, которые продавались в рознице за 1,29 долларов. К началу 1967 года спрос на бумагу, пригодную для изготовления такой одежды, настолько превысил предложение, что среди производителей бумажной одежды возникла серьёзная обеспокоенность о перспективах рынка таких нарядов. Компания «Холлмарк» выпустила бумажное «хозяйкино платье», декор которого сочетался цветами и узорами с праздничными салфетками и бумажными скатертями производства фирмы. Производители и дизайнеры выпускали вечерние и свадебные платья, домашние тапочки, костюмы, плащи и купальники, изготовленные частично из бумаги. В 1967 году «Стерлинг пейпер», являющийся одним из крупнейших в США производителей бумаги, разработал целую линию «бумажных курортных туалетов», которая задумывалась как альтернатива громоздким гардеробам отпускников и с расчётом на то, что курортники станут приобретать всю необходимую одноразовую одежду на месте. В июне 1967 года журнал «Мадмуазель» рекомендовал такие наряды как «верный способ выглядеть сногсшибательно за разумные деньги». Некоторые дизайнеры придумали более практичную бумажную одежду, которую можно постирать и надеть снова.
Компания-производитель консервированных супов «Campbell Soup Company» в целях рекламы выпустила бумажное «СУПер-платье» (англ. Souper Dress), на основе серии картин «Банки с супом Кэмпбелл» одного из лидеров поп-арта Энди Уорхола. Модель платья можно было заказать по почте, заплатив за неё один доллар и отправив две этикетки от банок супа. Однако это «большое бумажное помешательство» оказалось недолговечным и через несколько лет практически сошло на нет, хотя модели одежды и аксессуаров из бумаги производятся и в настоящее время. К числу объяснений, почему мода на такие наряды оказалась скоротечной, можно отнести: они плохо сидели; яркие цвета быстро стирались; боялись дождя; были неудобны в носке; были легко воспламеняющимися.